# Олейник, Елена Павловна
Еле́на Па́вловна Оле́йник (род. 10 июля 1957, Киев) — советский архитектор, доктор архитектуры (2021). Член Союза архитекторов СССР (с 1986). Член Президентского Совета Союза архитекторов Украины (1997). Член-корреспондент Украинской Академии архитектуры (с 1998). Лауреат Государственной премии Украины в области архитектуры (2006). Редактор журнала «Архитектура и престиж».

## Проекты
- Проект планировки центра Днепропетровска (1981)
- Проект планировки центра Умани (1981)
- Проект планировки Левобережного центра в Киеве (1985)
- Проект офиса по ул. Тургеневской, 60, Киев. (2005)
- Проект реконструкции офиса компании FORBES, Вашингтон (2005)
- Проект общежития НАУ (пр. Комарова, 1. Киев) (2007)